# اولیور سامینادیان
اولیور سامینادیان (به انگلیسی: Olivier Saminadin) (زادهٔ ۶ سپتامبر ۱۹۷۷) شناگر اهل فرانسه است.